# Kolasib (huyện)
Huyện Kolasib là một huyện thuộc bang Mizoram, Ấn Độ. Thủ phủ huyện Kolasib đóng ở Kolasib. Huyện Kolasib có diện tích 1386 ki lô mét vuông. Đến thời điểm năm 2001, huyện Kolasib có dân số 60977 người.